# Périple au pays des voyageurs
 (novembre 2013).
Si vous disposez d'ouvrages ou d'articles de référence ou si vous connaissez des sites web de qualité traitant du thème abordé ici, merci de compléter l'article en donnant les références utiles à sa vérifiabilité et en les liant à la section « Notes et références ».
Pour plus de détails, voir Fiche technique et Distribution.
Périple au pays des voyageurs (en persan : سفری به دیار مسافر, Safari be diār-e mosāfer) est un film documentaire iranien réalisé par Bahman Kiarostami et écrit par Abbas Kiarostami, sorti en 1993.

## Fiche technique
- Titre : Périple au pays des voyageurs
- Titre original : Safari be Diare Mosafer
- Réalisation : Bahman Kiarostami
- Scénario : Abbas Kiarostami
- Pays d'origine :  Iran
- Format : couleur - Son : mono
- Genre : Film documentaire
- Durée : 52 minutes
- Date de sortie : 
  -  Iran : 1993

## Distribution
- Hassan Darabi
- Abbas Kiarostami
- Jean-Pierre Limosin
- Jafar Panahi